# Mihavatsy
Mihavatsy è una città e comune del Madagascar situata nel distretto di Sakaraha, regione di Atsimo-Andrefana. 
La popolazione del comune rilevata nel censimento 2001 era pari a 3 000 unità.